# Mitologia sumeriană
Sumerienii erau adepții unei religii politeiste caracterizată de zei și zeițe antropomorfe reprezentând forțe sau prezențe din lumea materială, un concept foarte mult utilizat în mitologia greacă de mai târziu. Zeii au creat inițial oamenii ca servitori pentru ei înșiși, dar i-au eliberat atunci când a devenit prea greu să-i mai controleze.
Multe povestiri din religia sumeriană seamănă izbitor cu povestirile altor religii/mitologii din Orientul Mijlociu. De exemplu, ideea biblică a creației omului și potopul lui Noe sunt strâns legate cu povestirile sumeriene. Zeii și zeițele din Sumer sunt reprezentați similar în religiile Akkadiene, Canaanite și altele. De asemenea, o serie de povestiri sunt asemănătoare cu cele din mitologia greacă, de exemplu, coborârea lui Inanna în lumea de dincolo este foarte asemănătoare cu mitul Persefonei.

## Zei și zeițe

### Panteonul
Majoritatea zeităților sumeriene aparțin unei clasificări numite Anunna ([descendenții] lui Anu), în timp ce șapte zeități, inclusiv Enlil și Inanna, au aparținut unui grup de judecători ai lumii de dincolo, cunoscuți sub denumirea Anunnaki ([copiii] lui Anu și Ki). În timpul celei de-a Treia Dinastii din Ur, panteonul sumerian includea de șaizeci de ori câte șaizeci de zeități (adică 3600) .
Principale zeități sumeriene sunt următoarele:
- Anu: Zeul cerului
- Enlil: Zeul aerului (de la Lil = Aer), divinitate protectoare a cetății Nippur.
- Enki: Zeul apei proaspete, al fertilității masculine și al cunoașterii; zeitate protectoare în Eridu.
- Inanna: Zeiță a iubirii sexuale, fertilității și războiului; zeitate matroană a cetății Uruk.
- Ki: zeița Pământului[2].
- Nanna: Zeul Lunii, una dintre zeitățile protectoare din Ur[3].
- Ningal: Soția lui Nanna[4].
- Ninlil: O zeiță a aerului și soția lui Enlil, una dintre zeitățile matroane în Nippur, se crede că ea stătea în aceleași temple ca și Enlil[5].
- Ninurta, Zeul războiului, al agriculturii, unul dintre zeii sumerieni ai vântului, zeitate protectoare a cetății Girsu și una dintre zeitățile protectoare a cetății Lagaș.
- Utu: Zeul Soarelui în templul E'barbara[5] din Sippar.